# Christian Samuel Schier
Christian Samuel Schier (auch Samuel Schier; * 31. März 1791 in Erfurt; † 4. Dezember 1824 in Köln) war ein deutscher Dichter und Privatgelehrter.

## Leben

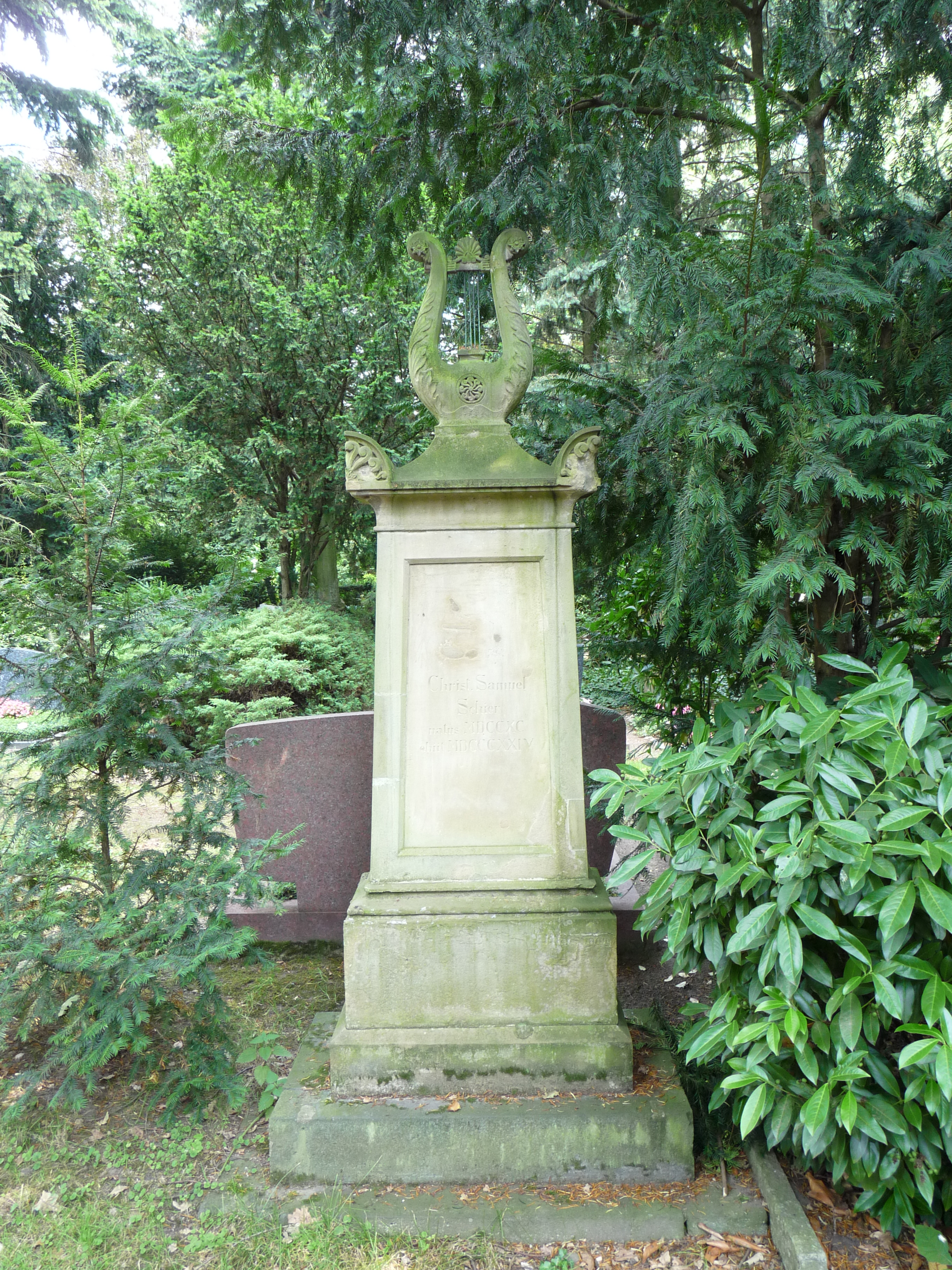
Grab auf Melaten-Friedhof (Foto: 2009)

Christian Samuel Schier wurde als Handwerkersohn in Erfurt geboren. Nach der Militärzeit als Leutnant in den Befreiungskriegen ging er an die Universität Jena. Dort wurde er zum begeisterten Burschenschafter und nahm seine schriftstellerische Tätigkeit auf. Wohl in Jena wurde er zum Dr. phil. promoviert. Er war Teilnehmer des Wartburgfestes, sah sich jedoch 1817 in Deutschland so unsicher, dass er sich zur Flucht nach New York City in die USA entschied. Der musikalisch begabte Schier, der unter anderem als Chorknabe ausgebildet war und Harfe spielen konnte, hatte dadurch die Möglichkeit, sich dort durch seine Unterhaltungsgabe zu verdingen.
Schier kehrte 1820 nach Deutschland zurück und ließ sich in Köln als Privatgelehrter nieder. Er gehörte einem Literaturkränzchen an, dessen Mitglieder sich 1823 an der „Reform des Kölner Karnevals“ beteiligten. Er erkrankte bereits kurz nach seiner Rückkehr und verstarb 1824. Beerdigt wurde er auf dem Melaten-Friedhof (Lit. B Nr. 210). Der befreundete Dichter Wilhelm Smets hielt die Grabrede.

## Schriften (Auswahl)
- Erfurt’s Entstehung. Ein thüringisches Vaterlandsgedicht in 2 Gesängen, 1813.
- Die Fischer. Roman. 1813.
- Johannes Huß. Dramatisches Gemälde in 5 Acten, 1819.
- Raphael Mengs oder die Künstlerliebe. Drama in 2 Acten, 1822.
- Die Macht des Wahnes oder die beiden Diaz. Tragödie, 1824.
- Der Künste Morgenröthe, 1824.